# Solkær Enge
Solkær Enge er en brakvandspræget strandsø, beliggende syd for Sønder Stenderup ved Kolding. Solkær Enge bruges også som navn for hele vådområdet og  består af et ca. 183 hektar stort område, hvoraf ca. 75 hektar er selve strandsøen. Strandsøen opstod efter et stort naturgenopretningsprojekt blev gennemført og området, der havde været kunstigt afvandet siden 1923, blev indviet 15. september 2004.

## Før Naturgenopretningen
Solkær Å løb gennem Solkær Ådal, der var et udpræget engområde og åen endte i en mindre sø på ca. 10 hektar, inden det endeligt løb ud i Mosvig Bugt i Lillebælt. Bønderne i området benyttede sig af engene, men det var ikke uden problemer, da engene blev oversvømmet af åvand fra indlandet og havvand fra Lillebælt. Bønderne ville gerne udnytte engene bedre, men det krævede ændringer. Der havde flere forsøg på at regulere vandmasserne i slutningen af 1800-tallet og starten af 1900-tallet, men ikke med nogen succes.
Ideen til at afvande området blev genoptaget i 1921, da landinspektør Elling, henvendte sig til lodsejerne og spurgte, om man ikke var interesseret i kunstig afvanding af engene. Han havde udført et lignende projekt med held i Vonsild. Lodsejerne tog på besøg i Randers Enge, som Hedeselskabet nogle år tidligere havde afvandet. Efter mere end ti års overvejelser, blev det endelig besluttet at gennemføre projektet. Hedeselskabet fik opgaven med afvanding af Solkær Å og tilhørende enge. Økonomien blev ordnet via et lån på 65.000 kr i S. Bjært & Vejstrup Sogns Sparekasse og pumpelaget "Varmark-Sønder Stenderup Pumpelag" var dermed en realitet.
En væsentlig del af afvandingsprojektet, var opførelsen af en landkanal, vest for Solkær Å.  Det vand, der kom fra Binderup Mølleå, Solkær Å, og det vand, der blev trukket ud af engene med små vindmøller, skulle ledes via denne kanal ud til Lillebælt. Nær ved udløbet, mødtes åen og kanalen og her blev en stor vindmølle bygget. Det var en femvinget klapsejler, der pumpede vandet op i landkanalen, der lå to meter højere end åen. Problemet med det indtrængende havvand, blev løst ved at opføre en sluse i kanalen. Vindmøllen havde dog ikke ydeevne nok til at klare afvandingen og i 1928 blev der så bygget et pumpehus. Pumpeanlægget var en 20 hk Deutch dieselmotor, der drev en Storck skruepumpe og anlægget havde en ydeevne på 300 liter vand i sekundet, der blev løftet op i 1,5 meters højde. Pumpeanlægget blev finansieret af et lån på 10.500 kr.
Bøndernes håb om bedre udnyttelse og derved større fortjeneste, blev dog ikke indfriet, da en verdensomspændende økonomiske krise indtraf. Krisen var startet med Wall Street-krakket og bevirkede lave priser for en række landbrugsvarer og det ramte også bønderne omkring Solkær Ådal. Bønderne, der havde lån i banken til afvandingsprojektet, fik derfor udsat i alt 4 terminer på lånet. Regeringen kom dog med en økonomisk hjælpepakke til landbruget i foråret 1933, hvilket rettede en del op på økonomien, men en guldgrube blev det aldrig. En storm i november 1941, der beskadigede diget mod Lillebælt, gjorde ikke tingene bedre og pumpelaget måtte opkræve 2000 kr ekstra, til reparation af diget og samtidig blev slusens kapacitet blev fordoblet, for at undgå oversvømmelser af åvandet der kom fra indlandet.
Under gravearbejdet stødte man på to stammebåde, den første fandt man i 1930, men den gik til grunde og er ikke bevaret. Den anden fandt man i 1949 og er bevaret. Det var en stammebåd af typen knobskib og er lavet af bøg. Den er 5,3 m lang og 0,9 m bred.
I marts 1944 besluttede bestyrelsen at starte et større renoveringsprojekt. Projektet var at forstærke ådigerne, forlægning af havdiget, rensning af pumpekanalen og udbygning af pumpestationen. Projekt blev først udskudt i noget tid, men blev dog taget op igen. Det var dog først i 1950 at der begyndte at ske noget for alvor. Hedeselskabet havde estimeret omkostningerne til 285.000 kr. og pumpelaget havde søgt Statens Landvindingsudvalg om penge. Tilsagnet om pengene fik de i februar 1951, men den endelige godkendelse af det omfattende projekt blev udskudt. Godkendelsen kom i januar 1952 og arbejdet, der var beregnet til to år, kunne begynde. Arbejdet blev dog vanskeliggjort af selve jordbunden. Et bestemt område på ådigerne kunne ikke holde vandet ude og man måtte derfor flytte kanalen om på den anden side af diget. Der skulle dog gå seks år for projektet var helt færdigt og det var blevet 30% dyrere end beregnet og de samlede udgifter løb op i  361.994,16 kr.
De næste årtier virkede pumpeanlægget fint og der blev produceret store mængder oksekød og mælkeprodukter i ådalen, men i 1980'erne var anlægget ved at være slidt igen og i 1985 fik pumpelaget en ekstra udgift på 43.000 til en ny pumpe og motor. Det gjorde økonomien noget anstrengt og det blev ikke bedre, da den store pumpes lejer skulle skiftes. Det var ikke de eneste problemer, der skulle håndteres. Selve afvandingen af området var begyndt at volde problemer. Iltningen af planterester på de tørlagte områder, havde startet en forrådnelsesproces af den nu tørlagte havbund og havbunden sank med næsten en centimeter om året. Efter færdiggørelsen af det store renoveringsprojekt i 1958, var forrådnelsesprocessen også accelereret, hvilket gjorde tingene værre. I slutningen af 1990'erne var markerne sunket så meget, at de lå 60 cm lavere, end de oprindelige enge. Problemerne var efterhånden mange og det kunne ikke fortsætte sådan i mange år fremover.

## Naturgenopretningen og tiden derefter
Pumpelaget afholdte generalforsamling i marts 1993 og på dagsordenen var en forespørgsel fra Vejle Amt, der omhandlede anlæggelsen af en sti langs diget, som kunne bruges til rekreativ fornøjelse. Med til mødet var også amtets projektleder Hans Jørgen Olsen, der forklarede amtets intentioner og pumpelaget var med på ideen, hvis amt og kommune derefter overtog ansvaret for at vedligeholde diget. Det var alle parter enige om, og tre måneder senere underskrev pumpelagets formand aftalen. 
I 1995 ønskede Kolding Kommune visioner om Stenderup-halvøen og dens fremtid, hvilket resulterede i "Visionsoplæg for landskabsplan på Stenderuphalvøen". Målsætningen var at sikre en at sikre en bæredygtig udvikling, hvor primærerhvervene som landbrug og skovbrug udføres miljømæssigt forsvarligt. Borgere og turister skulle have adgang til friluftsliv og rekreative muligheder, samt hvor bedre levevilkår for dyr og planter skabes. Det var starten på det naturgenopretningsprojekt der skulle forme Solkær Enge og  projektet blev en del af regeringens vandmiljøplan II. 
Der var dog problemer med finansieringen i starten, da Skjern Å projektet havde kostet mange penge og derved beslaglagt næsten alle statens økonomiske midler, der var afsat til sådanne formål. Tiden gik, men Skov og Naturstyrelsen bevilgede i 1999, fem millioner kr. til projektet, hvilket dog ikke var nok. Sagen endte i Vejle amt, og der besluttede udvalget for teknik og miljø at støtte projektet med tre mio. kr. og endelig var det økonomiske på plads. I november 2003 holdt pumpelaget sin sidste ekstraordinære generalforsamling og vedtog enstemmigt, at nedlægge pumpelaget. Gravemaskiner og andet entrepenørmateriel begyndte i foråret 2004, med at fjerne tusindvis af gamle hegnspæle og selve gendannelsen af Solkær Å's slyngninger. Den lavest beliggende gård ved engene, Solkær Gård, er beskyttet mod oversvømmelser af en vold, der lavet under projektet. Selve pumperne blev slukket i august og 15. september blev diget gennemgravet, så vandet kunne løbe frit. I løbet af nogle uger var engene oversvømmet og med den nye strandsø, fulgte der også et rigt naturliv og især fuglene har taget godt imod den nye naturlokalitet. 
Ved almindelig vandstand i Lillebælt, er søen ca. 75 hektar stor og har en dybde på ca. 170 cm. Det vand der kommer indenlands fra indeholder kvælstof fra landbruget. Kvælstoffet afgasses og det er denne kvælstoffjernelse, der var formålet projektet, set fra statens side. Der forventes en fjernelse på 50 tons kvælstof om året. Solkær enge må ikke længere bruges landbrugsmæssigt, men brugbare områder kan afgræsses. Tidevandet trækker vand ind og ud af søen, hvilket gør at ca. 75% af søen er saltvand og vandet udskiftes naturligt ca. hver 4 døgn. Cykelstien på havdiget, som hele projektet begyndte med, er bevaret og går henover udløbet, via en ny bro. 
Dansk Ornitologisk Forening har registreret over 200 forskellige fuglearter og racer i området og i 2008 bosatte et havørnepar sig i en gammel bøg ved Solkær enge og har siden opfostret 3 unger.